# José de Magalhães Godinho
José Maria Barbosa de Magalhães Godinho GCC • GOL (Lisboa, 12 de Fevereiro de 1909 – Lisboa, 25 de Março de 1994) foi um jurista, advogado e magistrado português. Foi Vice-Presidente do Tribunal Constitucional de 1983 a 1989.
Obteve o máximo grau maçónico de 33.

## Carreira
Licenciado em Direito, José de Magalhães Godinho foi advogado.
Foi eleito Provedor de Justiça pela Assembleia da República, exercendo funções de 1976 a 1981.
Foi eleito Vogal do Conselho Superior da Magistratura pela Assembleia da República.
Foi Delegado da Ordem dos Advogados ao Conselho da União Internacional dos Advogados.
Exerceu as funções de Presidente da Direcção da Associação para o Progresso do Direito.

## Magistratura
Em 22 de Novembro de 1982 José Maria Barbosa de Magalhães Godinho foi eleito Juiz do  Tribunal Constitucional pela Assembleia da República por maioria qualificada (superior a 2/3 dos votos), conforme previsto pela Constituição, para um mandato de 6 anos a iniciar em 1983 com a instalação do Tribunal. Tomou posse em 6 de Abril de 1983.
Em 6 de Abril de 1983 foi eleito pelos demais Juízes Vice-Presidente do  Tribunal Constitucional, para um mandato de 3 anos. Seria reeleito para novo mandato em 1986. Cessou funções a 2 de Agosto de 1989.

## Condecorações[3]
- Grande-Oficial da Ordem da Liberdade (30 de Junho de 1980) – Presidente Ramalho Eanes
- Grã-Cruz da Ordem Militar de Nosso Senhor Jesus Cristo (10 de Fevereiro de 1982) – Presidente Ramalho Eanes